# Ілятино (Бологовський район)
Ілятино (рос. Ильятино) — село в Бологовському районі Тверської області Російської Федерації.
Населення становить 463 особи. Входить до складу муніципального утворення Виползовське сільське поселення.

## Історія
Від 2005 року входить до складу муніципального утворення Виползовське сільське поселення.

## Населення
| 2010 |
| ---- |
| 463  |